# Mattia Sbragia
Mattia Sbragia (n. Roma; 17 de abril de 1952) es un actor italiano que ha aparecido en películas como Nipoti miei diletti (1974), Ritratto di borghesia in nero (1977) y La storia vera della signora delle camelie (1981). En la película La Pasión de Cristo (2004) interpretó a Caifás.

## Filmografía
- Terra ribelle (2010) como Conde Giardini.
- L'ultimo ultras (2009)
- L'amore è un giogo (2009, cortometraje) como Il Rosso.
- Kommissar Rex como Michele Salbatani (1 episodio, 2009).
- Sanguepazzo (2008) como Alfiero Corazza.
- Le sette note del diavolo (2008) como jefe de policía.
- Il maresciallo Rocca como Sost. proc. Mannino (9 episodios, 1996-2008).
- Peopling the Palaces at Venaria Reale (2007) como preceptor Filippo Arduzzi.
- Guido che sfidò le Brigate Rosse (2007) como El viejo-Mario Moretti.
- La contessa di Castiglione (2006) (TV)
- Undercover (2005) como Camposanto.
- De Gasperi, l'uomo della speranza (2005) (TV) como Padre Lombardi.
- Ocean's Twelve, de Steven Soderbergh (2004) como Comisario Giordano.
- Don Gnocchi - L'angelo dei bimbi (2004) (TV) como Baldacci.
- La Pasión de Cristo (2004) como Caifás.
- Con le unghie e con i denti (2004) (TV).
- The Order (2003) como obispo apático.
- Lo zio d'America (2002, serie de televisión) como Andrea.
- En el cielo (2002) como Major Pini.
- Senza confini (2001, miniserie de televisión) como Chianese.
- Il commissario como Bruno Scilla (1 episodio).
- Christie Malry's Own Double-Entry (2000) como Leonardo da Vinci.
- Qualcuno da amare (2000) (TV) como Renato Ballarin.
- The Golden Bowl, de James Ivory (2000) como el duque.
- Canone inverso (2000) como Maestro Weigel.
- Gli amici di Gesù como Giuseppe di Nazareth (2000) (TV).
- Il mistero del cortile (1999, telefilm) como Comisario Mombara.
- Ciao professore (1999, serie de televisión).
- Excellent Cadavers (1999, telefilm) como Juez Quinzi.
- Le comte de Monte Cristo como Luigi Vampa (4 episodios, 1999).
- Tre stelle (1999, miniserie de televisión).
- Un prete tra noi (1997, serie de televisión) como abogado Mattia Silvestri.
- Les héritiers (1997, telefilm) como Armando Capece.
- Facciamo paradiso (1995) como Detective.
- Only You (1994) como piloto de Alitalia.
- L'ours en peluche (1994)
- La Biblia: Abraham (1994, miniserie) como Mambre.
- Quando le montagne finiscono (1994) como Bruno.
- Stelle di cartone (1993)
- Gangsters (1992)
- Un orso chiamato Arturo (1992) (TV) como Capone.
- Year of the Gun (1991) como Giovanni.
- La vieille qui marchait dans la mer (1991) como Stern.
- A Season of Giants (1991, telefilm) como Lorenzo Di Pierfrancesco.
- Netchaïev est de retour (1991) como Le faussaire.
- Occhio alla perestrojka (1990) como Dottor Marchini.
- L'avaro (1990) como Don Oronte.
- Il sole buio (1990)
- Dicembre (1990) como Don Luigi.
- Quel treno per Budapest (1990, miniserie de televisión).
- Buon Natale... Buon anno (1989) como Giorgio.
- La puritana (1989) como Vito Palmsisani.
- Storia di ragazzi e di ragazze (1989) como Agusto.
- El tren de Lenin (1988, telefilm) como Furstenberg.
- Minaccia d'amore (1988) como Mole.
- Sonore (1988) (TV)
- Mia moglie è una bestia (1988) como Profesor Paolini.
- Il burbero (1987) como jefe de la banda.
- Grandi magazzini (1986) como director del equipo que filma el anuncio.
- Il tenente dei carabinieri (1986)
- Il caso Moro (1986) como brigadista #1.
- Inganni (1985)
- Nata d'amore (1984, miniserie de televisión).
- Delitto e castigo (1983, miniserie de televisión).
- Il disertore (1983) como Saverio.
- La storia vera della signora delle camelie (1981).
- Vita di Antonio Gramsci (1981, miniserie).
- Ciao cialtroni! (1979) como Andrea.
- Circuito chiuso (1978, telefilm) como el aadolescente.
- Ritratto di borghesia in nero (1977) como Edoardo Mazzarini.
- Nipoti miei diletti (1974) como Giovannino.

- Datos: Q472414